# Bandio
Bandio är en ort i Burkina Faso.   Den ligger i regionen Boucle du Mouhoun, i den sydvästra delen av landet, 200 kilometer väster om huvudstaden Ouagadougou. Bandio ligger 278 meter över havet och antalet invånare är 1 176.
Terrängen runt Bandio är platt. Närmaste större samhälle är Wahabou, 18,6 kilometer öster om Bandio. 
Omgivningarna runt Bandio är en mosaik av jordbruksmark och naturlig växtlighet. Runt Bandio är det ganska glesbefolkat, med 50 invånare per kvadratkilometer.